# 三軌展
三軌会（さんきかい）は、日本の美術家団体のひとつである。創立以来、個性尊重、新鮮で自由な表現をモットーに、作品本位の審査を行っており、民主的で自由な会風を伝統として運営している。

## 概要
昭和23年（1949年）創立。水彩作家の互井開一がリーダーとなって立ち上げた水彩画の団体であったが、次第に、公募のジャンルを拡大、現在では、絵画（油彩、水彩、パステルなど、日本画以外全般）、彫刻、工芸（陶芸、染色、刺繍、その他各種）、写真（モノクロ、デジタル）の4部門にわたっており、書道等を除くほとんどのジャンルを網羅している。
全国レベルの公募展として、毎年5月、国立新美術館にて『三軌展』を開催しているほか、移動展を東北（仙台）、東海（名古屋）、関西（京都）の3地区で毎年開催している。